# Арнольд, Вальтер
Арнольд, Вальтер (27 августа 1909, Лейпциг — 11 июля 1979, Дрезден, ГДР) — немецкий скульптор, педагог, профессор (с 1946). Председатель правления Союза художников ГДР (1959—1964). Академик Академии искусств ГДР (1952). Лауреат двух Национальных премий ГДР (1952, 1959).

## Биография
Сын каменщика из Лейпцига.

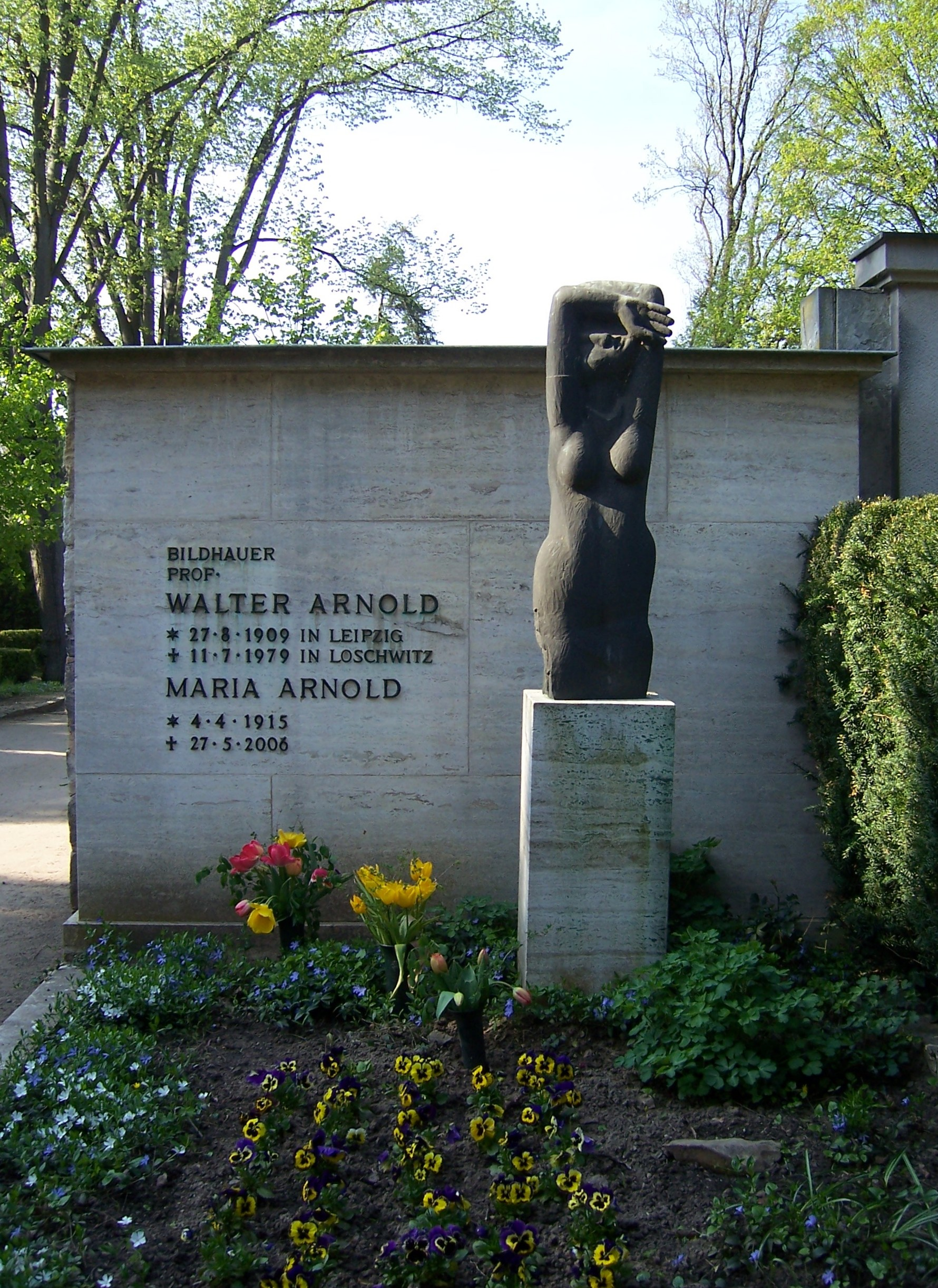
Памятник на могиле В. Вальтера и его жены, созданная самим скульптором

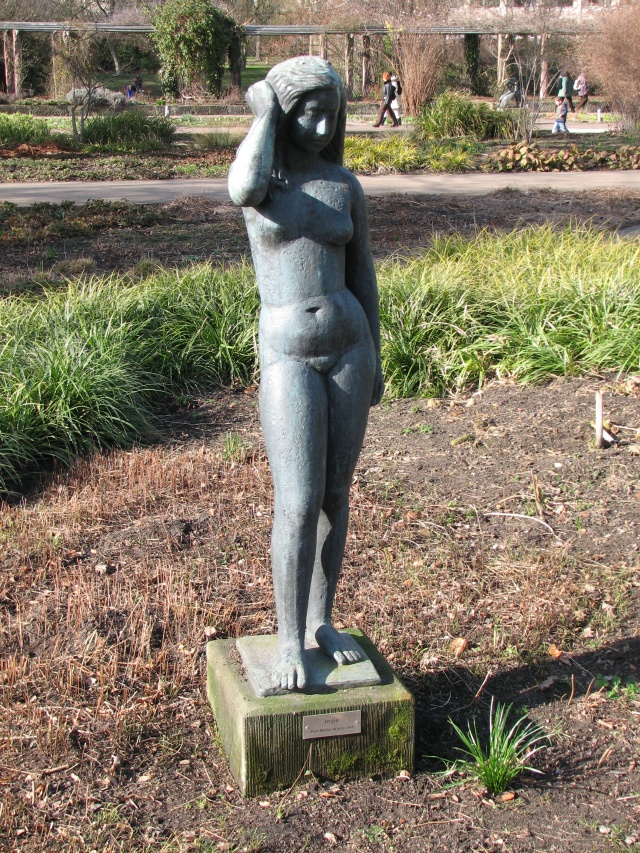
Инге (1949)

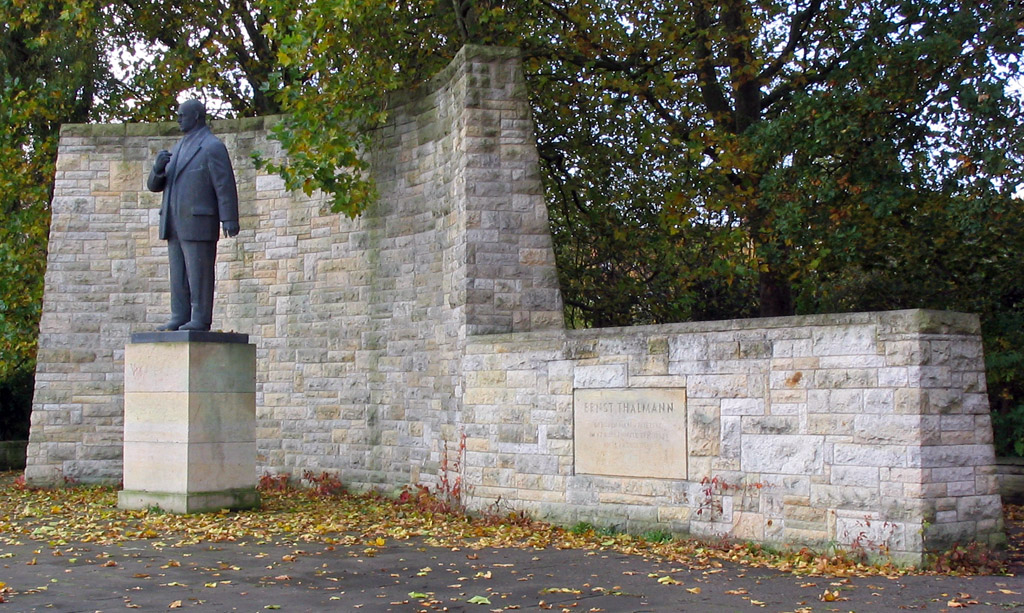
Мемориал Эрнста Тельмана в Штральзунде (1962)

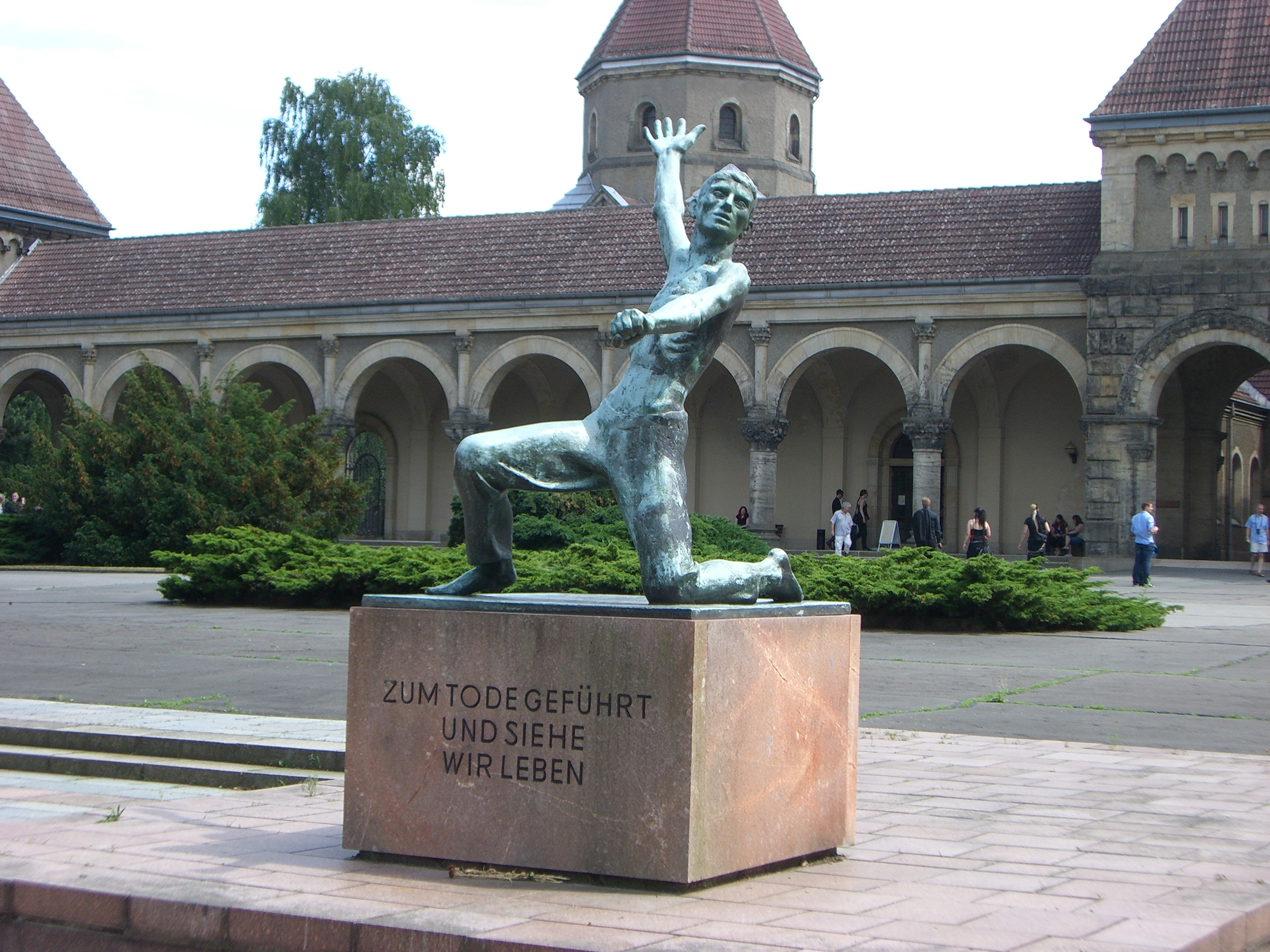
Памятник антифашистам-членам группы сопротивления Шумана-Крессе

Образование получил в Школе художественного ремесла в Лейпциге (1928—1932). Стал резчиком по камню.
До начала войны работал свободным художником. Участник Второй мировой войны. Был в плену.
В 1946 году — преподаватель в Академии изобразительных искусств Лейпцига, вступил в Социалистическую единую партию Германии.
В 1949 году принят в Дрезденскую академию изобразительных искусств, где до 1970-х годов был профессором.
С 1952 года — член Академии искусств ГДР в Берлине.
С 1954 по 1962 год — был кандидатом в члены ЦК СЕПГ. В 1958—1961 годах — член ЦК СЕПГ.
В 1958—1964 годах — председатель Союза художников Германии (преемник Отто Нагеля).
Умер 11 июля 1979 года. Похоронен на кладбище Лошвиц. 

## Творчество
Арнольд Вальтер — один из крупнейших художников-реалистов ГДР. Работал в Дрездене.

## Избранные произведения
Бронзовые скульптуры
- Прачка (1947),
- Стройка (1947),
- памятник Э. Тельману в Веймаре (1958),
- памятник жертвам фашизма на Южном кладбище (Лейпциг, 1949),
- «Молодёжь — строительница ГДР» (1951, Анненшуле, Карл-Маркс-Штадт),
- Тракторист (1953),
- скульптурный портрет Вальтера Ульбрихта (1959, здание ЦК СЕПГ, Берлин)
- «Освобожденный труд — прекрасная жизнь» (1961),
- Мемориал Эрнста Тельмана в Штральзунде (1962)
- памятник Кларе Цеткин в парке Иоганны (1967, изначально — в парке им. Клары Цеткин, Лейпциг)

Деревянные скульптуры
- «Ужас» (1934),
- «Страдания» (1946),
- «Вьетнам обвиняет» (1966),
- «Вперед, не забывая про солидарность» (1967),
- «Venceremos» (1974),

Портретные бюсты и статуи
- Мендельсон в Лейпциге (1947),
- Карл Мария фон Вебер (1952),
- Эрнст Тельман (1956),
- Карл Либкнехт и Роза Люксембург (1957),
- Портрет О. Бухвица (1962)

## Награды
- Бронзовый орден «За заслуги перед Отечеством» (ГДР) (1954)
- Серебряный орден «За заслуги перед Отечеством» (ГДР) (1959)
- Орден «Знамя Труда» (ГДР) (1969)
- Орден Карла Маркса (1974)
- Национальная премия ГДР 2 степени (1952, 1959)
- премия Объединения свободных немецких профсоюзов
- ряд художественных премий